# Syllabus

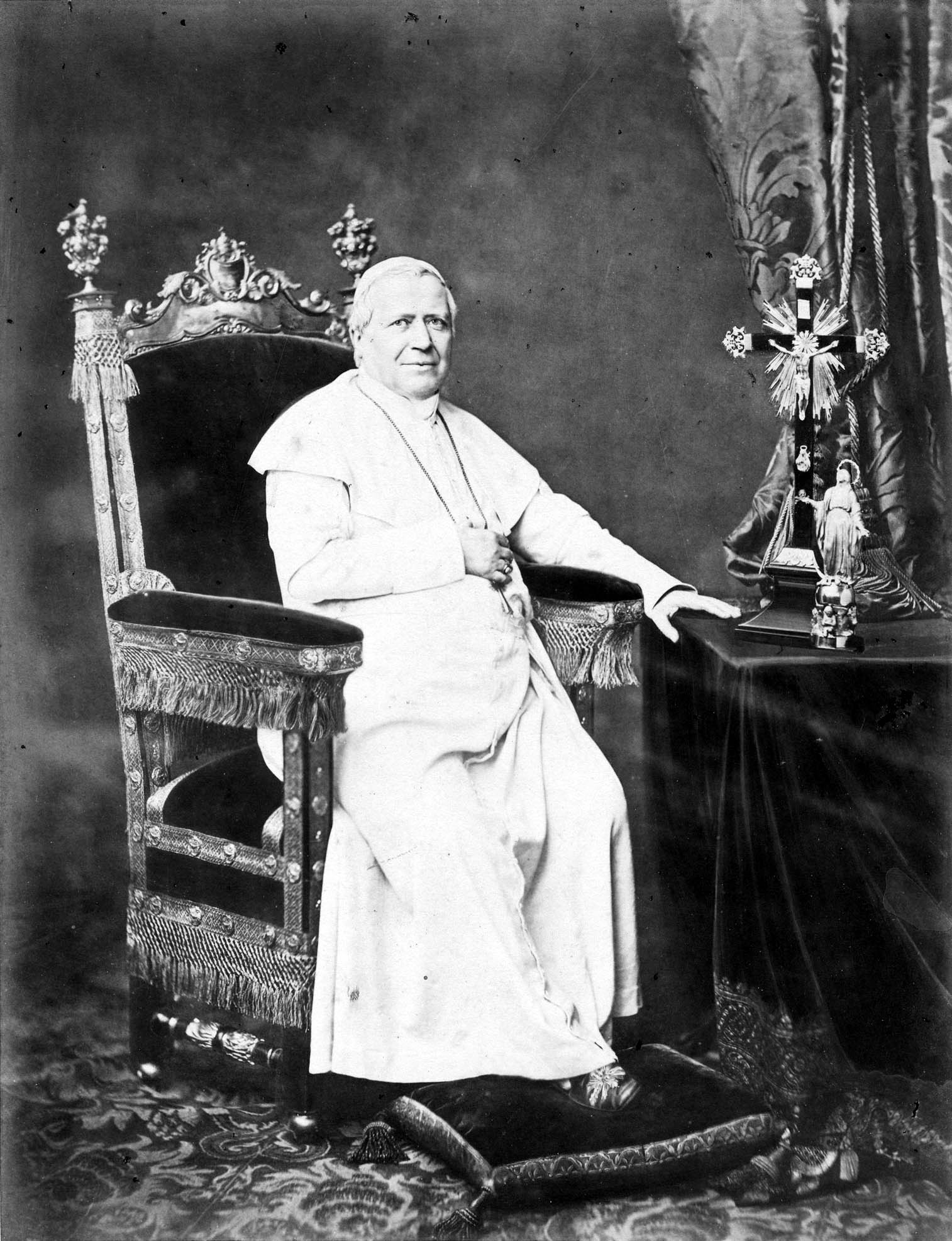
Fotografía del papa Pío IX (c. 1864)

El Syllabus errorum complectens praecipuos nostrae aetatis errores (Listado recopilatorio de los principales errores de nuestro tiempo), conocido simplemente como Syllabus, es un documento de ochenta puntos, publicado por la Santa Sede en 1864, durante el papado de Pío IX, al mismo tiempo que la encíclica Quanta cura. Es un escrito que condena conceptos que la Iglesia considera «errores modernos».

## Los orígenes
En 1849, en un sínodo provincial de Spoleto, siendo arzobispo Gioacchino Pecci (futuro León XIII) se planteó la idea de hacer un elenco de los errores modernos y condenarlos. Dicha idea no fraguó, pero en 1850 el papa encargó a la revista de los jesuitas La Civiltà Cattolica lanzar la idea para observar su grado de aceptación. La acogida fue favorable, y el papa pensó unir dicha condenación de los errores modernos a la declaración del dogma de la Inmaculada Concepción, a fin de poner de relieve el punto del que nacían los errores del mundo moderno: la negación de lo sobrenatural. El proyecto se encargó a diferentes personas, entre ellas Donoso Cortés, buscando la redacción de una bula que fuera acompañada por la condena de los errores modernos; pero pronto se decidió separar ambas cosas, por lo que, a partir de una única comisión, se formaron dos: una que se dedicaría a trabajar en la bula y otra que se ocuparía de la condena de los errores modernos. Estando así las cosas, se llegó en el año 1854 a la conclusión de la bula con la definición del dogma de la Inmaculada Concepción, quedando estancado el trabajo condenatorio de los errores modernos. 
El avance del Risorgimento unificador italiano, en el cual la Curia romana veía el avance de las ideas liberales, pudo ser un motivo que aceleró los trabajos de esta segunda comisión, ya que, coincidiendo con la última fase de la unificación de Italia, se consultó desde Roma a diferentes personalidades en el ámbito de lo teológico, con cuyas respuestas se preparó en 1860 un elenco de tesis condenables. En julio de ese mismo año aparecía una carta pastoral del obispo de Perpiñán, O. Gerbet, quien elaboraba un listado condenando los errores del mundo moderno. 
Esto agradó a Pío IX, que ordenó que se abandonara el esquema anterior y se comenzara a trabajar sobre la carta pastoral del obispo. Se formaba así una lista de 61 proposiciones cualificadas teológicamente, que se entregó a una serie de obispos que, invitados por Pío IX, acudieron a Roma con motivo de la canonización de los mártires de Japón. Dicho esquema se filtró en la prensa liberal y apareció publicado, levantando enorme polémica en la opinión pública europea. Volvió a frenarse el proyecto, pero sin prisa continuó trabajándose en ello, a pesar de la oposición de los cardenales del Santo Oficio, quienes dudaban de la labor y método que se seguían[cita requerida]. 
Con la Convención de septiembre, tras la derrota de Napoleón III frente a Prusia, Francia retira su apoyo a Roma y reconoce el Reino de Italia, quedando así la vía libre para conquistar el pequeño reducto que quedaba de los Estados Pontificios. Este fue quizá el motivo que aceleró los trabajos de condena, que se encontraban bajo la dirección del P. Bilio, cardenal de la orden barnabita. Tomándose como base 80 tesis a partir de 32 documentos anteriores de Pío IX, se redactó también la encíclica Quanta Cura, que se publicó con el Syllabus el 8 de diciembre de 1864. El Syllabus sería una lista de los errores condenados, mientras que la Quanta Cura sería una explicación de todo lo que el Syllabus condenaba.

## Análisis delSyllabus
El Syllabus abarca 80 proposiciones divididas en 10 capítulos. Dichas proposiciones se resumen en 4 puntos fundamentales:
1-. Proposiciones de la 1 a la 18: condena los errores relativos a la fe: panteísmo, naturalismo, racionalismo tanto absoluto como mitigado, indiferentismo, incompatibilidad entre la fe y la razón, etc. También incluye la proposición 22 que condena el no sometimiento de la inteligencia al magisterio de la Iglesia.
2-. Proposiciones de la 19 a la 55: son las relativas a la naturaleza de la Iglesia, del Estado y las relaciones entre ambos. Se subraya la libertad de la Iglesia, la subordinación del Estado a la moral cristiana y la existencia de derechos naturales anteriores al Estado e independientes del mismo. Condena la separación entre la Iglesia y el Estado.
3-. Proposiciones de la 56 a la 74: son las relativas a la ética. Prestan especial atención al matrimonio como sacramento, a la vez que se condena la moral laica, al utilitarismo (tesis 58) y la separación sacramento-contrato.
4-. Proposiciones de la 75 a la 80: afirman que el cristianismo (de la Iglesia Católica Apostólica y Romana) debe ser la religión de Estado y condenan la libertad de culto, pensamiento, imprenta y conciencia. Destaca la tesis que afirma que el Romano pontífice no puede conciliarse con el progreso, el liberalismo y la cultura moderna.

## Conclusiones
El punto LXXX y último del Syllabus resumía este documento pontificio, expresando que:

El Romano Pontífice [no] puede y [no] debe reconciliarse y [ni] transigir con el progreso, con el liberalismo y con la moderna civilización.

El Syllabus es un listado de errores, por lo tanto los 80 puntos de él son afirmaciones erróneas que la Iglesia no debía aceptar. Por lo tanto lo que se estaba afirmando es que el Papa no puede reconciliarse y transigir con el progresismo, el liberalismo y la civilización moderna, siendo erróneo y falso según el Syllabus el afirmar lo contrario. Estas ideas se desarrollan en otro documento de Pío IX, la alocución Jamdudum cernimus (en latín: Hemos visto durante mucho) tiempo del 18 de marzo de 1861. Se establece una distinción entre verdadera y falsa civilización (desde el punto de vista de la Iglesia, se entiende). Afirma que la historia testifica el hecho de que la Santa sede siempre ha sido protectora y patrona de la civilización genuina (es decir, cristiana). Si el progreso y la civilización consisten en descristianizar el mundo (separación de la Iglesia y el Estado, libertad de conciencia y de culto), la Iglesia nunca puede tenderle la mano en señal de paz a tal sistema.

## Polémicas desatadas por el Syllabus
Mientras que la encíclica Quanta cura que acompañaba al Syllabus pasó desapercibida, el Syllabus provocó cierta conmoción, puesto que chocaba con la mentalidad de la parte más influyente de la intelectualidad. Así pues, encontró el aplauso tanto de católicos tradicionales como de los liberales radicales anticatólicos, mientras que los perjudicados fueron los católicos liberales, que vieron en el Syllabus la condena de sus esfuerzos conciliadores entre Iglesia y mundo moderno. Muchos gobiernos prohibieron su impresión, y la Santa Sede tuvo que explicar el alcance del Syllabus con la diferencia entre tesis e hipótesis: el Syllabus condena la tesis (ideología), lo cual no excluye que se dé como hipótesis en algunos lugares y circunstancias, de modo que si el Syllabus condena la libertad de culto esto no implica que en algunos lugares pueda ser adecuado establecer la libertad de culto.
Católicos intransigentes como los jesuitas alemanes dieron una interpretación del Syllabus mucho más radical; mientras que otros, como el cardenal Rauscher, arzobispo de Viena o el arzobispo de París Darboy, propusieron otro punto de vista al afirmar que el Syllabus no condenaba las libertades modernas en sí mismas, sino el contexto histórico-filosófico en que se encuadraban y la pretensión de anular el orden sobrenatural, prescindiendo de él. La interpretación más autorizada del Syllabus la hizo León XIII, quien intentó llevar una línea complementaria a la de Pío IX, y que fue no tanto insistir en los errores modernos sino responder a los retos que estos planteaban.

## Observaciones finales
El Syllabus es el documento más discutido de Pío IX y el que más ha contribuido a dar una impronta de ortodoxia a su largo y fecundo pontificado, dado que condena la libertad de culto y de conciencia y el indiferentismo, bajo el criterio del magisterio tradicional de la Iglesia, fiel a la intransigencia en materia filosófica y política. También es probablemente el documento más controvertido de la historia de la Iglesia, citado siempre por sus enemigos como ejemplo de "oscurantismo católico".[cita requerida]

## Un Syllabus reducido en la condena del americanismo
En respuesta a los planteamientos conciliadores del cardenal James Gibbons y el obispo John Ireland, el papa León XIII (sucesor de Pío IX) envió una carta al citado cardenal, condenando como herético el llamado americanismo. Charles Maigneu, redactor del periódico católico de París La Verité, publicó entonces un artículo titulado «un breve Syllabus» enumerando una serie de proposiciones condenadas, que recordaban al Syllabus de Pío IX.